# Hippotion pseudovigil
Hippotion pseudovigil är en fjärilsart som beskrevs av Rothschild 1894. Hippotion pseudovigil ingår i släktet Hippotion och familjen svärmare. Inga underarter finns listade i Catalogue of Life.